# Nicholy Finlayson
Nicholy Finlayson (ur. 19 grudnia 1985) – jamajski piłkarz występujący na pozycji pomocnika. Zawodnik klubu Reno FC.

## Kariera klubowa
Finlayson karierę rozpoczynał w 2004 roku w zespole Reno FC. Spędził tam pięć lat, a potem odszedł do Waterhouse FC. Występował tam przez rok. W 2010 roku wrócił do Reno.

## Kariera reprezentacyjna
W reprezentacji Jamajki Finlayson zadebiutował w 2005 roku. W tym samym roku został powołany do kadry na Złoty Puchar CONCACAF. Nie zagrał jednak na nim ani razu, a Jamajka zakończyła turniej na ćwierćfinale.